# 海面上昇
海面上昇（かいめんじょうしょう）とは海洋の平均水位の上昇のこと。要因として地球温暖化に端を発する海水の熱膨張や、大陸氷床の融解などがある。平均海水面、つまり波浪やうねり、津波・高潮などの短周期変動をならして平均化した水面の上昇を指す。

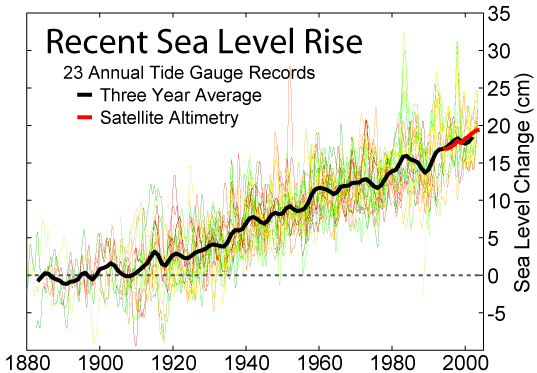
近年の海水準の変化。

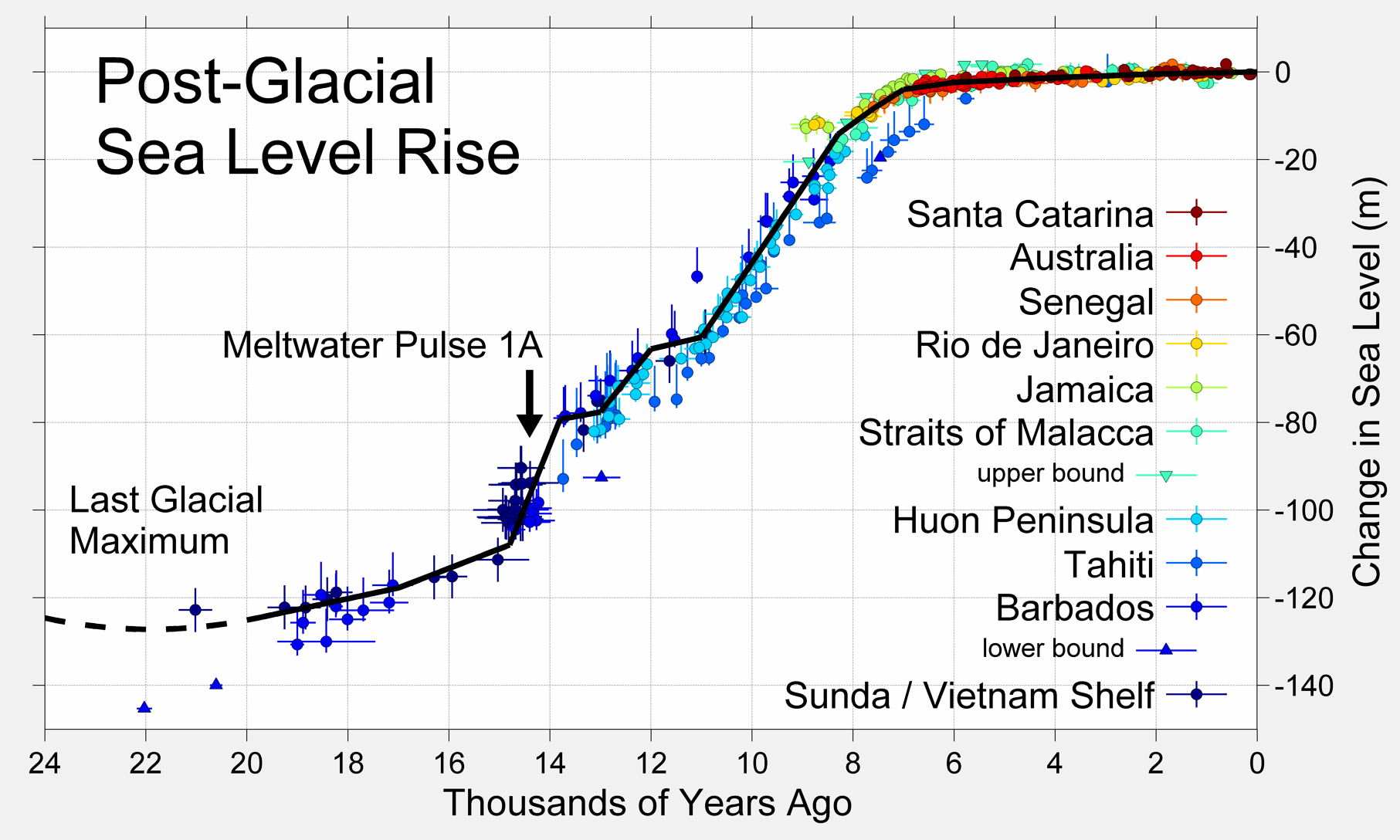
最終氷期終了時からの海水準の変化。詳しくは海水準変動を参照。

地球の長い歴史をみると、顕著な海面上昇と海面低下は何度も発生している（海水準変動を参照）。これは260万年前以降の第四紀にもみられ、特に氷期が終わって間氷期に向かい温暖化していく時期に、数十mもの海面上昇が起こったと推定されている。6000年前までの約1万年間にも、間氷期開始に伴う100m近い海面上昇が発生している。しかし、ここ数千年では大きくは変化せず、過去3千年間は平均0.1 － 0.2mm/年程度の上昇量であった。しかし近年は地球温暖化の影響により、その数十倍のペースの海面上昇が観測され、さらに加速するものと懸念されている。
現在では、一般的に「海面上昇」といえば19世紀以降の地球温暖化の影響と推定されるものを指す。地球史上の特定の時期に関して「海面上昇」と呼ぶこともあるが、この記事では特に断りがない限り地球温暖化によるものを取り上げる。

## 近年の海面上昇
近年は地球温暖化により、IPCC第4次評価報告書に記された値を上回る、3mm/年以上の速度での上昇が観測されている。このため今世紀中にメートル単位の海面上昇が起こる可能性が指摘されている。
海面上昇による影響は特に、ヴェネツィアなどの海抜が低い都市、オセアニアなどの小さな島国などで、深刻な問題となっている。仮に海面が1m上昇するとマーシャル諸島は国土の80%が沈没すると予測されている。東京やオランダ、バングラデシュの一部などのように、海岸沿いに海抜以下の地域（いわゆる海抜ゼロメートル地帯）を有する諸国や都市にとっても重要課題となっている。特にバングラデシュでは、1mの海面上昇で国土の18%にあたる2万6,000km2、岩手県と青森県を合わせた面積に相当する低地が沈むといわれている。

### 原因
海面上昇の主たる原因は海水の熱膨張であり、次いで南極氷床並びにグリーンランド氷床の融解とされている（北極海の海氷に代表される海氷・氷山・流氷は、融解しても海面水位には影響しない。）。
- 熱膨張 : 温度によって熱膨張率が異なるが、4°Cから離れれば離れるほど体積は相対的に増える。（相変化を伴わない範囲での話、水が気化する場合などは考慮に入れず）
- 蒸発量 : 海からの蒸発量の変化は、海の体積の変化をもたらす。間接的に降水量と関係している。
- 陸上の氷の融解 : 海水の浮力に依存せずに存在している氷床・氷河・山岳氷帽ならびに万年雪などは、融解によってそのほとんどの体積が海水の体積増加に寄与する。また、これら由来の氷山の場合は、陸上から海に流れ出た時点で氷河の体積の9割弱程度海の体積が増える。さらに、以下の海氷融解で海の体積が増えるという二段階変化をする。
- 海氷融解 : 海氷（氷山・流氷など）は凍結過程で塩分濃度が下がっているため、その低下した塩分濃度分、わずかではあるが海面が上昇する(塩の濃度を考慮しない場合はアルキメデスの法則で証明されているとおり、海面の上昇には影響しない。)。
- 地形の変化 : 体積が変化しない場合でも、海底の隆起や沈降、陸上由来の土砂の堆積など、海に接している地形の変化によって海面が上昇する。
- 氷河底湖の流出 : 近年の温暖化により融解した分ではない水塊が、氷河の融解により海に流出し海水の体積を増加させる（温暖化による融解分は氷河の融解と同一視するが、これは区別できない場合も多い）。

2012年5月20日、東京大学チームは1961年-2003年における年平均0.77mmの一因は大量の地下水くみ上げによるとの研究結果をまとめ、『ネイチャージオサイエンス』に発表した。「非持続的な地下水利用、人工貯水池への貯水、気候変動に伴う陸域貯水量変化、閉鎖水域の水消失などが上昇に42%寄与、非持続的地下水利用が最大要因」としている。

### 海面上昇量の予測
地球全体の気温が上昇し、陸上の氷床・氷河の融解や海水の膨張が起こると、海面上昇（海水準変動）が発生する。北極海や南極海に浮かぶ海氷の場合は、融解のみを考慮すれば、海面の上昇にはほぼ寄与しないといえる。ただし、海水準変動の原因には、地盤沈下、隆起、沈降、侵食、気圧の変化などもあり、厳密にはこれらも考慮した上で、全地球的には温暖化により海面が上昇していると考えられている。
第4次報告書によれば、実測による海面水位の平均上昇率は、1961 - 2003年の間で1.8±0.5mm/年、20世紀通して1.7±0.5mm/年だった。また、ここ1993 - 2003年の間に衛星高度計により観測された海面上昇は3.1±0.7mm/年と大きかった。そのうち熱膨張による寄与がもっとも大きい値を示しており（1.6±0.5mm/年）、ついで氷河と氷帽の融解（0.77±0.22mm/年）、グリーンランド氷床の融解（0.21±0.07mm/年）、南極氷床の融解（0.21±0.35mm/年）の順で寄与が大きい。その他の要因の影響幅は、上記の要因より小さいと見られている。
2100年までの海面上昇量の予測は、IPCCの第3次報告書 (2001) では最低9 - 88cm の上昇、第4次報告書 (2007) では、最低18 - 59cmの上昇としている。しかしこれらのIPCCのモデルでは西南極やグリーンランドの氷河の流出速度が加速する可能性が考慮に入っていない。近年の観測では実際に大規模な融雪や流出速度の加速が観測されていることから、上昇量がこうした数値を顕著に上回ることが危惧されている。AR4以降の氷床等の融解速度の変化を考慮した報告では、今世紀中の海面上昇量が1 - 2mを超える可能性が複数のグループによって指摘されている。#南極氷床の融解も参照。2011年、NASAの研究者でカリフォルニア大学アーバイン校（UCI）の地球システム科学教授であるエリック・リグノ（Eric Rignot）氏は、南極やグリーンランドの氷河流出も考慮したうえで、2050年までの海面上昇を３２cmと予測した。（Rignot E.; I. Velicogna, M. R. van den Broeke, A. Monaghan, and J. Lenaerts (2011). "Acceleration of the contribution of the Greenland and Antarctic ice sheets to sea level rise" ）

### 南極氷床の融解
南極氷床への地球温暖化の影響に関しては、融解量を降水量が上回り、氷床が減少しない可能性も指摘されていた。また寒冷化説などを論拠に地球温暖化による海面上昇を否定する主張も見られた（地球温暖化に対する懐疑論#氷河融解と海面上昇を参照）。
しかし南極やグリーンランドの氷床の融解速度については不明な点が多いとして、IPCC第4次評価報告書 (AR4) では今世紀中の海面上昇量に関し、氷床等の流下速度の変化の影響を含めなかった。しかしAR4以後、南極の氷床が予想よりも急速に融解していることが複数の報告によって指摘され、2006年までの10年間で西南極氷床の広い範囲で融解速度が59%速まっていることや、海へ氷が流れ落ちる速度が2003年までの10年で12%加速していたことなどが判明している。また予測を上回る大規模な融雪現象も観測されている。このためIPCCの報告書に記載されているよりも海面上昇量が顕著に増加することが懸念されている。
特に西南極氷床 (WAIS) は海水が下に入りこみやすいため、従来の予測よりも短期間で融解して最大6mの海面上昇を招く可能性が指摘されている。さらに2009年には、安定していると見られていた東南極氷床 (EAIS) でも氷量の減少が確認され、懸念が一層高まっている。2018年にはアメリカの大学の調査により、南極で最も氷の融解が進むパインアイランド氷河の下で火山が活動して氷を溶かしていることが判明した。

## 最終間氷期以後の海面上昇
- BC13万年ごろから最終間氷期が始まり、BC12.5万年頃に海面最大上昇期を迎える。現在の海面より5mから10m高く、日本では下末吉海進と呼ばれている。
- BC7万年ごろからBC16000年頃まで最終氷期となり、海面は低下した。その頃は現在よりも海面は100メートル前後低かった。
- BC12000年頃から海面の急激な上昇が始まり、8000年をかけてBC4000年頃までに100メートル上昇し海面が現在に近いレベルになった。
- BC9200年頃からBC8000年頃にかけて1200年ほど比較的海面レベルが安定した時期があり、これは現在より45メートル低かった。
- BC6000年頃には、現在よりも30メートル程度低かった。
- BC4000年頃が海面の高さがピークに達し、この時には現在よりも数メートル海面は高かった。これはBC2500年頃まで続いた。日本では縄文時代の頃で現在より4メートル高かったという調査がある。 平野部では場所によっては100kmも海岸線が現在の内陸部にあった。これを現在からみると、海面が上昇していたように見え、海が陸に向かって進んでいたので、日本では縄文海進と呼ばれている。
- その後、海面は数メートルの範囲で3回上下を繰り返している（日本では平安海進が知られている）。

- 現在は比較的高いレベルにある。

## 海面上昇の影響

台北沿岸の海面上昇シミュレーション

台湾沿岸の海面上昇シミュレーション

### 陸地の浸水・海没
オランダ、ドイツ北部、デンマーク、バングラデシュ、ベトナムなど海抜以下の地域を抱えた各国、オセアニア諸国、モルディブなどの海抜が低い島を擁する地域の中には、海面上昇が差し迫った問題となっているところもある。既にツバルでは集団移住が計画されており、今後この様な海面上昇による移民（環境難民）の発生が予測されている。
ツバル等で見られる浸水被害は現時点ではローカルな人工的要因の影響が大きいが、これが今後予測される海面上昇の危険性を高めているとされる。詳しくはツバル#気候変動を参照。
モーリタニアの首都・ヌアクショットの大半は海抜ゼロメートル地帯にあり、迫りくる海面上昇にさらされている。この状況はこの数十年で悪化してきており、約100万人が住むヌアクショットで洪水が発生している。また、洪水は悪臭のする池を発生させ、これにより都市では水で媒介する病気が蔓延している。
海面上昇により平均海面が上がると、これに準じて高潮や波浪による最大波高も上がる。このため、海面上昇によってこれらの災害の危険性が増し、被害はより内陸へと拡大する。また浸水区域の広域化を招くための防潮扉・排水ポンプの設置など、海岸沿いの地域経済及び自治体に多くの負担を強いることとなる。日本における試算例では、15cmの海面上昇で毎年5兆円以上の被害が生じると予測されている。また1mの海面上昇で大阪では北西部から堺市にかけて海岸線はほぼ水没、東京でも江東区、墨田区、江戸川区、葛飾区のほぼ全域が影響を受けると予測されている。
砂浜の喪失による被害も懸念されている。日本における試算例では、海面が7 - 24cm上昇しただけで、経済的損失が毎年121 - 430億円に上ると予測されている。また１m海面が上昇すると、日本全国の砂浜の９割以上が失われると予測されている。

### 漁業への影響
日本沿岸でも、1980年代半ば以降では大きな上昇率（3.3mm/年）が観測されている。日本においては、小さな海面上昇でも汽水域の移動などの影響があり、汽水域を必要とするのり、かき、アサリなどの沿岸養殖を含む各種の漁業に、深刻な影響を与える。

### 地下水位の上昇
東京などの沿岸部に近い都市部の、海岸に近い地域では、海面上昇に伴い、地下水の水位が上昇する。これにより、地下鉄など地下に埋設された空洞部分の地下水に対する浮力が増し、地下道の破壊を招きかねない。この対策として、地下設備のアンカー固定を行う作業が必要となる。現在のところ温暖化との直接の関連性は見受けられないが、東京駅や上野駅などでは近年、地下水の上昇に伴い、地下駅の浮力の上昇が問題となり、アンカー設置工事が行われている。東京の地下水上昇の主因は工業用水くみ上げ規制により、地下水位が回復していることも影響している。
同時に、海面の上昇は地下水における海水の侵入をも意味する（地下水の塩水化）。日本の工業地帯は主に海岸部に集中し、多くの地下水をくみ上げ工業用水として使用している。すでに地盤沈下などで工業用水のくみ上げの規制は行われているが、これに海水が混入し始めると、工業用水としての利用はできなくなる。このため、淡水化事業、ダム水利権など多くの問題が発生することとなる。また、海岸に近い水田では、地下深くにあった塩分の層が地表近くに達し、干拓地などにおける水田では、稲作に深刻なダメージを与えることが懸念されている。加えて、河川の塩水くさびの影響が中流域にまで達すると考えられ、平野部の農業用水や生活用水の取水に大きな影響を与えるものと考えられる。